# اوپئی
شهر اوپئی (به فرانسوی: Oupeye) در شهرستان لیئژ در استان لیئژ در منطقه فدرال والوون در کشور بلژیک واقع شده‌است.